# Glossar von Golfbegriffen
In diesem Glossar von Golfbegriffen werden Fachausdrücke dieser Sportart erklärt.

## 0–9

### 19. Loch
Scherzhaft für das Clubhaus, wenn man dort nach 18 gespielten Löchern einkehrt.

## A

### Abschlag
Der Bereich, von dem der Spieler zu Beginn des Lochs spielen muss.

### Adidas
Scherzhaft für drei Löcher hintereinander ohne Punkt in einem Stableford Wettspiel („3 Striche“). Anspielung auf das Logo des Sportartikelherstellers adidas.

### Aerifizieren
Verfahren zum Belüften der Grüns.

### Albatros
(oder engl. Albatross) Drei Schläge unter Par. Auch Double Eagle. (nur am Par 5)

### All square
Englische Bezeichnung für Gleichstand (bei einem Lochspiel).

### Ansprechen des Balls
Standposition am Ball einnehmen und Schläger aufsetzen, im Hindernis auch ohne das dort nicht zulässige Aufsetzen des Schlägers.

### Arnies
Eine Golfspielvariante.

### Ass
(amerikan. Ace oder engl. Hole-in-one) Schlag, der den Ball direkt vom Abschlag ins Loch befördert.

### Aus
Mit weißen Pfosten (Ausgrenze) markierter Bereich am Rand einer Spielbahn. Bälle, die darin zum Liegen kommen, dürfen von dort nicht weiter gespielt werden.

## B

### Backspin
Englische Bezeichnung für den Rückwärtsdrall des Balls.

### Bag
Englische Bezeichnung für die Golftasche.

### Bag Tag
Anhänger für das Bag, der die Clubzugehörigkeit ausweist.

### Barky
Eine Golfspielvariante.

### Baseball Grip
Eine Griffhaltung, bei der alle 10 Finger hintereinander liegen.

### Battle Golf
Eine Golfspielvariante.

### Bedienen
Die Flagge entfernen, nach dem Schlag des Mitspielers, damit dieser einlochen kann.

### Belly-Putter
(von engl. belly = Bauch) Ein Putter mit langem Schaft, bei dem das obere Ende des Griffes mit einer Hand an die Brust oder an den Bauch gepresst wird.

### Benzinger
Scherzhaft für einen misslungenen Schlag, bei dem der Schläger vor dem Ball in den Boden geschlagen wird, und der Ball somit nur ein bisschen vorwärts hüpft, auch fetter oder fett getroffener Schlag (s. u.) genannt.

### Besserlegen
Eine Platzregel, die erlassen werden kann, um einen Ausgleich für schlechte Wetterverhältnisse zu schaffen. Der Ball darf (meist um die Breite einer Scorecard, aber nicht näher zur Fahne) verlegt werden.

### Best Ball
Eine Golfspielvariante.

### Big Bertha
Eine Driver-Marke von Callaway Golf.

### Bingo Bango Bongo
Eine Golfspielvariante.

### Birdie
(englisch für Vögelchen) Ein Schlag unter Par.

### Blade
Eine spezielle Bauform von Golfschlägern.

### Bloodsome
Eine Lochspiel Golfspielvariante. Ähnlich Greensome.

### Blue Monster
Spitzname des wegen seiner vielen Wasserhindernisse sehr schweren Doral Resort Course in Miami.

### Bogey
Ein Schlag über Par.

### Borrow
Die Neigung des Grüns.

### Bounce
Der Winkel zwischen der vorderen Kante des Schlägerkopfes und der Stelle, an der die Sohle den Boden berührt.

### Break
Die Richtungsänderung des Balles beim Putt aufgrund der Neigung des Grüns.

### Broomstick-Putter
Ein Putter mit sehr langem Schaft („Besenstiel“), bei dem das obere Ende des Griffes früher an das Kinn gepresst wurde, seit 2018 darf der Puttergriff nicht den Körper berühren.

### Brutto
Spielergebnis ohne Berücksichtigung des Handicaps; vgl. Netto.

### Bump-and-Run
Ein flacher Chip ohne Backspin.

### Bunker
Ein Sandhindernis.

## C

### Caddie
Eine Person, die den Spieler unterstützt, indem sie die Schläger trägt und den Spieler berät.

### Carry
Die Entfernung, die der Ball durch die Luft zurücklegt.

### Cart
Fahrzeug zur Benutzung auf dem Golfplatz. Andere Bezeichnung für Golfmobil.

### Cavity Back
Eine spezielle Bauform von Golfschlägern.

### Chapman-Vierer
Eine Golfspielvariante.

### Chip
Ein kurzer flacher Annäherungsschlag.

### Chipper
Spezieller Golfschläger mit wenig Loft als Alternative für das Chippen mit Wedges.

### Chip-In
Ein Chip, der direkt ins Loch geht.

### Chip-Putt
Ein kurzer flacher Annäherungsschlag.

### Club
- Englische Bezeichnung für einen Golfschläger.
- Andere Bezeichnung für einen Golfverein.

### Clubhaus
Das Vereinsgebäude. Meist Zentrum der Infrastruktur einer Golfanlage.

### Clubvorgabe
Handicap für Spielberechtigung auf diesem Platz z. B. für Männer mind. -27, Frauen mind. -36.

### Competition Stableford Adjustment (CSA)
Eine ehemalige Auf- oder Abwertung der erzielten individuellen Leistung aller Spieler bei Golfturnieren (galt von 2007 bis 2011). Es wurde durch Computed Buffer Adjustment ersetzt.

### Computed Buffer Adjustment (CBA)
Eine ehemalige Auf- oder Abwertung der erzielten individuellen Leistung aller Spieler bei Golfturnieren (galt von 2012 bis 2015).

### Condor
Vier Schläge unter Par. Andere Bezeichnung für Double Albatross.

### Course
Englisch Bezeichnung für eine Golfbahn.

### Course Rating
Ein Wert für die Schwierigkeit eines Golfplatzes.

### CR
Abkürzung für Course Rating.

### Cross handed grip
Ein Putting-Griff, bei dem die Hände entgegengesetzt zum üblichen Griff platziert werden. Bei Rechtshändern wird dabei die linke Hand unter der rechten platziert.

### Cut
- Die maximale Schlagzahl, die ein Turnierspieler in den/der ersten Runde(n) haben darf, um an der/den Schlussrunde(n) teilnehmen zu dürfen.
- Cut shot: Synonym für Fade.

## D

### Dackeltöter
Scherzhaft für einen getoppten Abschlag, der daher eine sehr flache Flugbahn hat.

### Dame
Andere Bezeichnung für einen Lady.

### DGV
Abkürzung für Deutscher Golf Verband.

### Dimple
Bezeichnung für die kleinen Dellen auf dem Golfball.

### Divot
Eine Grasnarbe, die bei einem Schlag mit einem Eisen oder Wedge herausgeschlagen wird.

### Dogleg
Ein Fairway mit einem Knick nach rechts oder links.

### Dormie
Situation beim Lochspiel, wenn einer der Kontrahenten mit so viel Löchern führt, wie noch zu spielen sind; er kann also nicht mehr verlieren, weil der Gegner selbst beim Gewinn aller verbleibenden Löcher nur noch ein Unentschieden erreicht.

### Double Albatross
Vier Schläge unter Par.

### Double Bogey
Zwei Schläge über Par.

### Double Eagle
Andere Bezeichnung für Albatross.

### Down
Gegenteil von Up.
- Die Anzahl der Löcher, die ein Spieler bei einem Lochspiel zurückliegt.
- Die ersten 9 Löcher eines Platzes.

### Draw
Ein Golfschlag, der rechts vom Ziel startet und durch den Release beim Schwung/Schlag mit einer Linkskurve im Ziel landet (bei Linkshändern natürlich umgekehrt). Wird das Ziel nicht erreicht, spricht man von einem Hook.

### Drive
Der Abschlag mit dem Driver.

### Driver
Andere Bezeichnung für ein Holz 1. Normalerweise nur zum Abschlag vom Tee verwendet.

### Driving Iron
- Synonym für das (größtenteils obsolete) 1er-Eisen.
- Golfschläger ähnlich einem Hybrid (wenig Loft), in der Form aber mehr Eisen als Holz.

### Driving Range
Das Übungsgelände in einem Golfclub, bzw. speziell der Bereich für das lange Spiel mit Vollschwung (im Unterschied zum Chippen, Pitchen und Putten).

### Droppen
Einen Ball aus Kniehöhe fallen lassen. Wird genutzt, um einen neuen Ball ins Spiel oder einen gespielten Ball an eine andere Position zu bringen, weil er an der Position, an der er gelandet ist, nicht spielbar oder verloren gegangen ist.

### Dünner Schlag
Andere Bezeichnung für Top.

## E

### Eagle
(englisch für Adler) Zwei Schläge unter Par.

### Eclectic
Eine Golfspielvariante.

### EDS
Abkürzung für Extra Day Score. Siehe registrierte Privatrunde.

### Eisen
Schläger, der aus Eisen besteht. Typischerweise gibt es Eisen 1 (wenig Loft) bis 9 (viel Loft).

### Even
Englische Bezeichnung für Gleichstand oder Par.

### Extra Day Score
Handicap-relevante registrierte Privatrunde.

## F

### Fade
Ein Golfschlag, der links vom Ziel startet und durch den Release beim Schwung/Schlag mit einer Rechtskurve im Ziel landet (bei Linkshändern natürlich umgekehrt). Wird das Ziel nicht erreicht, spricht man von einem Slice.

### Fairway
Englische Bezeichnung für die Spielbahn.

### Fee
Gebühr. Siehe auch Rangefee und Greenfee.

### Fetter Schlag
Ein verunglückter Schlag, der zuerst den Boden, dann den Ball trifft, auch Benzinger (s. o.) genannt. Gegenteil von Top.

### FIR
Abkürzung für Fairway in Regulation. Eine statistische Größe, die angibt, welcher prozentuale Anteil der Schläge vor dem Erreichen des Grüns auf dem Fairway zum Liegen kommen. Vergleiche auch GIR.

### Fitting
Anpassen von Golfschlägern an eine Person (Schaftlänge, Lie, Griff etc.).

### Flight
In der Umgangssprache eine Gruppe von Golfern, die gemeinsam spielen. Diese Gruppe ist jedoch bei korrektem Sprachgebrauch eine Spielergruppe, ein Spiel oder ein Match.
Die Bezeichnung Flight wird im englischen Original für eine Wertungsklasse in einem Einzel- oder Mannschaftswettspiel verwendet. So sind z. B. in einem Lochspiel die Spieler, die um die Plätze 1–8 spielen, der erste Flight und die Spieler um die Plätze 9–16 der zweite Flight.

### Floating Mulligan
Straffreie Schlagwiederholung für einen beliebigen Schlag (nicht nur den ersten Abschlag).

### Flop
Ein sehr hoher, kurzer Schlag.

### Fore
Warnruf, der genutzt wird, um andere Spieler zu warnen.

### Four Ball
Englisch für Vierball.

## G

### Gap Wedge
Schläger für Annäherungsschläge. Schließt die Lücke (engl. Gap) zwischen Sand Wedge und Pitching Wedge.

### GIR
Abkürzung für Green in Regulation. Das Grün in zwei Schlägen unter Par erreichen.

### Gimme
(engl. kurz für give me, gesprochen „gimmi“) Ein Ball, der so nahe am Loch liegt, dass die Mitspieler bzw. Gegner dem Spieler zutrauen, dass der Putt mit Sicherheit fallen wird, kann geschenkt werden. Der theoretische nächste Putt gilt somit als gemacht (wird gezählt, aber nicht ausgeführt). Ist offiziell nur im Matchplay erlaubt, wird aber auch in Privatrunden zwecks Spielbeschleunigung oft gewährt.

### Giraffe
Scherzhaft für einen hohen Abschlag, zum Beispiel, weil der Ball zu hoch aufgeteet wurde.
Gegenteil von Dackeltöter.

### Girlie
Andere Bezeichnung für Lady.

### Goldie
Eine Golfspielvariante.

### Grain
Wuchsrichtung des Grases auf dem Grün.

### Green
Die englische Bezeichnung für ein Grün.

### Greenfee
Spielgebühr, die von Gästen zu zahlen ist.

### Greenkeeper
Englische Bezeichnung für den Platzpfleger.

### Greensome
Eine Lochspiel Golfspielvariante.

### Grooves
Bezeichnung für die Rillen auf dem Schlägerblatt.

### Grün
(engl.: Green) Die Fläche rund um das Loch, auf der nur geputtet wird.

### GUR
Abkürzung für Ground under repair (engl. für Boden in Ausbesserung)

### Gurgly
Eine Golfspielvariante.

## H

### Hacker
Scherzhaft für einen schlechten Golfspieler, der sich über die Bahn „hackt“.

### Handicap
Andere Bezeichnung für Vorgabe.

### Handicapschoner
Umgangssprachliche Bezeichnung für einen Golfer, der mutmaßlich sein Handicap absichtlich hoch hält (d. h., sich nicht in Turnieren „runter spielt“), um bei bestimmten Turnieren größere Chancen auf die Netto-Preise zu haben.

### HCP
Abkürzung für Handicap.

### Heel
(engl. für Ferse) Der Teil des Schlägerblattes, der mit dem Schaft verbunden ist. Gegenteil von Toe.

### Hemmnis
Alle künstlichen Gegenstände auf einem Golfplatz, sowohl beweglich (z. B. Papierkörbe, gelbe/rote/blaue Markierungspfähle, Ausrüstung anderer Spieler, Flaschen, Papier, Zigarettenkippen) wie auch unbeweglich (z. B. Straßen, Schutzhütten, Deckel der Beregnungsanlage).

### Hindernis
(engl.: Hazard) Ein Bunker oder Teich.

### Hogans
Eine Golfspielvariante.

### Hole-in-one
Abschlag direkt ins Loch. Auch Ass oder Ace (amerikan.).

### Holz
Schläger für lange Distanzen, der aus Holz (sog. Holz-Holz) oder Eisen (sog. Eisen-Holz) besteht.

### Hook
Ein Schlag, bei dem der Ball eine Kurve nach links fliegt (Rechtshänder).

### Hybrid
Ein Schlägertyp, der äußerlich einem Holz ähnelt, sich aber wie ein Eisen spielt.

## I

### In
Gegenteil von Out
- Die Löcher 10 bis 18 eines Platzes, siehe auch Up
- Bezeichnung für einen Ball, der nicht im Aus ist.

### Interlocking Grip
Griffhaltung, bei der die kleinen Finger verschränkt werden.

## K

### Kanonenstart
Beim Kanonenstart werden die Teilnehmer auf allen Spielbahnen des Platzes verteilt und starten gleichzeitig das Wettspiel. Der Startzeitpunkt wird durch eine bestimmte Uhrzeit oder durch ein allgemein wahrzunehmendes akustisches Geräusch („Kanone“) festgelegt.

### Kartoffelacker
Scherzhaft für einen (schlecht gepflegten) Golfplatz.

### Krawatte
Scherzhaft für einen Ball, der beim Putt das Loch an der Lippe erst einmal umrundet, bevor er fällt.

## L

### Lady
Scherzhaft für einen verpatzten Abschlag eines männlichen Golfspielers, der nicht einmal zum Damenabschlag kommt.

### Lake Balls
Gebrauchte Bälle, die z. B. aus Teichen auf Golfplätzen geborgen wurden.

### Launch Monitor
Gerät, mit dem Daten zum Golfschwung und Ballflug gemessen werden können.

### Leder Wedge
Scherzhaft für den Golfschuh, wenn mit diesem versucht wird den ruhenden Ball in eine bessere Lage zu bewegen. Dieser Vorgang soll vor den Augen der Mitspieler verborgen bleiben, denn er würde nach Golfregel 18-2 (Ball in Ruhe bewegt) einen Strafschlag nach sich ziehen.

### Lie-Winkel
Neigungswinkel des Schlägerschaftes bei parallel zum Boden aufliegender Schlägerkopfsohle.

### Links
Eine spezielle Art von Golfplatz an der Küste. Der Platz liegt in dem Geländestreifen, der das Meer mit dem landwirtschaftlich nutzbaren Festland verbindet (engl. „to link“). Manche Inland-Plätze kopieren das Design solcher Plätze durch hohe Hügelketten (Dünen) rechts und links der Spielbahnen. Generell haben Links wenig Bäume und sind eher sandig.

### Lippe
Der obere Bereich des Lochs zwischen der Lochhülse und der Oberkante des Lochs. Wenn ein Ball zu schnell gespielt wird, kann es passieren, dass ein Ball „lippt“, d. h., er läuft an der Lippe entlang wieder aus dem Loch heraus.

### Lob Wedge
Schläger mit sehr viel Loft.

### Loch
- Spielbahn (z. B. „Loch 7“ = siebte Spielbahn auf dem Golfplatz).
- Loch auf dem Grün, in das der Golfball befördert werden soll.

### Lochspiel
(engl. Match Play) Eine Golfspielvariante.

### Loft
Neigungswinkel der Schlagfläche eines Schlägers.

### Longhitter
Bezeichnung für einen Golfspieler, der den Ball besonders weit schlagen kann.

## M

### Maria-Stuart
Scherzhaft für einen perfekten aber zu kurzen Putt.

### Marshall
(auch Marshal, manchmal Ranger, selten Course Ranger oder Course Ambassador) ist eine befugte Person, ein Organ auf dem Golfplatz, das für Fluss sorgt, ggf. die Etiquette einfordert, Schwarzspieler ermittelt und bei Golfturnieren die Abläufe mitsteuert. Meist in einem E-Cart zu sehen mit entsprechender Aufschrift vorn.

### Mashie
Eine alte Bezeichnung für ein Eisen 5.

### Match Play
Englisch für Lochspiel.

### Medal Play
Englisch für Zählspiel.

### MOI
Moment of Inertia = Massenträgheitsmoment. Der Begriff wird bei Golfschlägern für zwei unterschiedliche Dinge benutzt:
1.) MOI beim Driverkopf beschreibt, wie sehr sich der Driverkopf bei nicht mittig getroffenen Bällen verdrehen kann. Die Höhe des MOI hängt vom Ausmaß der peripheren Gewichtung und deren Platzierung ab.
2.) MOI beim gesamten Golfschläger beschreibt, welcher Kraftaufwand für diesen Schläger beim Golfschwung nötig ist, d. h., wie schwer oder leicht er zu schwingen ist.

### MOI-Fitting
Beim MOI-Fitting werden die Golfschläger auf die Körpermaße und die Schwungfähigkeiten des Golfers angepasst.

### MOI-Matching, MOI-Harmonisierung
Beschreibt eine Schlägerbauart, bei welcher alle Schläger eines Eisensatzes, unabhängig von ihrer Länge, mit gleichem Kraftaufwand zu schwingen sind. Mit zunehmender Schlägerlänge – vom Wedge bis zum langen Eisen – werden dabei immer leichtere Kopfgewichte verwendet.

### Moshammer
Andere Bezeichnung für einen Sedlmayr.

### Moving Day
Der dritte Spieltag eines viertägigen Turniers.

### Mulligan
Straffreie Wiederholung eines verpatzten ersten Abschlags, nach den Regeln nicht vorgesehen und nur in Privatrunden ohne Wertung üblich.

## N

### Nassauer
Eine Golfspielvariante.

### Netto
Spielergebnis unter Berücksichtigung des Handicaps; vgl. Brutto.

## O

### ÖGV
Abkürzung für Österreichischer Golfverband.

### One Ball
Eine Golfspielvariante.

### Ostrich
Engl. für Afrikanischer Strauß. Fünf unter Par. So gut wie unmöglich, da nur mit einem Hole-in-one auf einem Par-6 Loch möglich.

### Out
Gegenteil von In
- Die Löcher 1 bis 9 eines Platzes.
- Bezeichnung für einen Ball außerhalb der Spielbahn.

### Overlap Grip
Eine Griffhaltung, bei der der kleine Finger über dem der anderen Hand liegt.

## P

### Par
Abkürzung für Professional Average Result. Die Anzahl Schläge, die ein Profispieler für ein Loch brauchen sollte. Das Par hängt von der Länge einer Bahn ab.

### PE
Abkürzung für Platzerlaubnis.

### PGA
Professional Golfers’ Association. Vereinigung der Berufsgolfer.

### Pin High
Bezeichnet einen Ball, der sich auf einer gedachten horizontalen Linie durch das Loch über das Grün befindet, also genau auf Höhe der Fahne, nach rechts oder links versetzt.

### Pitch
Hoher Annäherungsschlag.

### Pitchgabel
Werkzeug zum Ausbessern von Pitchmarken.

### Pitching Wedge
Schläger zum Pitchen bzw. Schläge um die 100 Meter mit Vollschwung. Vom Loft her zwischen 9er Eisen und Gap Wedge.

### Pitchmarke
Eindruck des Balls auf dem Grün.

### Platzerlaubnis
Andere Bezeichnung für die Platzreife.

### Platzreife
Clubinterne Prüfung, die man benötigt, um auf einem Platz des Clubs spielen zu dürfen.

### Playing Pro
Ein Pro, der seine Einnahmen aus Teilnahme an Turnieren erzielt, im Gegensatz zum Teaching Pro. Siehe auch Berufsgolfer.

### Prager
Eine Golfspielvariante.

### Pro
Ein professioneller Golfspieler als Playing Pro oder Teaching Pro. Siehe auch Berufsgolfer. Pros haben kein Handicap, d. h., sie spielen „off scratch“.

### Pro Shop
Geschäft für Golfartikel.

### Proette
Ein weiblicher Pro.

### Pull
Ein Schlag, der direkt (im Gegensatz zum Hook) nach links geht.

### Punch
Ein langer flacher Schlag, bei Gegenwind oder aus schwierigen Lagen (z. B. unter Ästen eines Baumes).

### Push
Ein Schlag, der direkt (im Gegensatz zum Slice) nach rechts geht.

### Putt
Ein Golfschlag, bei dem der Ball nur rollt.

### Putter
Golfschläger mit sehr wenig Loft.

## R

### Rabbit
(englisch für Kaninchen) Scherzhafte Bezeichnung für einen Anfänger, weil die Spielweise dem Lauf eines Kaninchens entspricht (Zick-Zack).

### Rangefee
Gebühr für die Nutzung der Übungsanlage.

### Registrierte Privatrunde
Handicap-relevante registrierte Privatrunde.

### Rescue
Andere Bezeichnung für ein Hybrid.

### Rough
Die Fläche mit längerem Bewuchs neben dem Fairway.

## S

### Sand Save
Ein Par oder besser spielen, nachdem der Ball im Bunker lag.

### Sand Wedge
Schläger, um einen Ball aus einem Bunker zu spielen.

### Sandy
(auch Sandie) Eine Golfspielvariante.

### Schaft
Der Teil des Golfschlägers zwischen Schlägergriff und -kopf.

### Schneemann
Scherzhaft für einen Score von acht Schlägen an einem Loch.

### Schnitzel
Scherzhaft für ein (großes) Divot.

### Schotten-Lady
Scherzhaft für einen verunglückten Herrenabschlag, der zwar noch über den Damenabschlag kommt, aber auf der Damenabschlagsfläche zum Liegen kommt. Im Gegensatz zu einem Lady spart sich der Herr die Runde im Clubhaus.

### Schotten-Tee
Ein kleiner Erdhügel, den man mit dem Schläger auf die Abschlagsfläche schlägt, um ein Tee aus Plastik oder Holz zu sparen.
Wird manchmal auch für die abgebrochenen Tees benutzt, die die Vorgänger auf dem Abschlag liegengelassen haben.

### Schwaben
Deutsches Synonym für die „Schotten“, zum Beispiel Schwaben-Lady, Schwaben-Tee.

### Score
Die für ein Loch benötigte Schlagzahl.

### Scorecard
Die Karte, auf der der Spielverlauf, insbesondere der Score pro Loch, dokumentiert wird. In Deutschland lautet die offizielle Bezeichnung „Zählkarte“.

### Scramble
Eine Golfspielvariante.

### Scrambling
Prozentzahl, die angibt, wie oft ein Spieler ein GIR verpasst und dann trotzdem noch Par oder besser spielt.

### Scratch Spieler
Spieler mit Handicap 0.

### Sedlmayr
Scherzhaft für einen zu lasch ausgeführten Putt (eines männlichen Golfspielers).

### Semi Rough
Die Fläche zwischen Fairway und Rough.

### Shank
Ein missglückter Golfschlag, bei dem der Ball mit dem Heel getroffen wird.

### Shorty
Gegenteil eines Longhitters.

### Signature-Hole
Eine wichtige und/oder besonders schöne Spielbahn auf einem Golfplatz, sozusagen das Aushängeschild des Platzes. Zum Beispiel Loch 17 von TPC Sawgrass mit dem berühmten Insel-Grün.

### Skin Game
Eine Golfspielvariante.

### Slice
Ein Schlag, bei dem der Ball eine Kurve nach rechts fliegt (Rechtshänder).

### Slope
Ein Wert für die Schwierigkeit eines Golfplatzes.

### Socket
Ein missglückter Golfschlag, bei dem der Ball mit der Schlägerferse getroffen wird.

### Sohle
Der Unterseite des Golfschlägers.

### Spiegelei
Scherzhaft für einen Ball, der sich im Bunker tief in den Sand eingegraben hat und wie das Eidotter aus dem Eiweiß bei einem Ei aus dem Sand herausschaut.

### SSS
Abkürzung für Standard Scratch Score.

### Stableford
Eine Golfspielvariante.

### Stammvorgabe
Andere Bezeichnung für Vorgabe.

### Standard Scratch Score
Der Score, der von einem Scratch Spieler in einer Runde erwartet wird. Kann um −3 bis +3 von Par eines Kurses abweichen.

### Stimpmeter
Eine Aluminiumschiene mit einer Länge von ca. 90 cm (1 Yard) mit einem Profil, aus der man aus einheitlicher Höhe einen Ball über das Grün rollen lässt, um dessen Rolllänge zu messen. Sie dient zur Orientierung über den Zustand der Platzpflege.

### Stinger
Ein nach Tiger Woods benannter aggressiv, flach gespielter Ball.

### Stock
Eine andere Bezeichnung für die Fahne.

### Stroke Play
Englisch für Zählspiel.

### Sweet Spot
Der optimale Treffpunkt für den Ball auf der Schlagfläche des Schlägers.

## T

### Tap-In
Ein kurzer Putt.

### Teaching Pro
Ein lehrender Pro, im Gegensatz zu Playing Pro. Siehe auch Berufsgolfer.

### Tee
- Stift aus Holz oder Plastik, von dem der Ball beim Abschlag abgespielt werden darf.
- Die Fläche, von der abgeschlagen wird.

### Texas Wedge
Bezeichnung für den Putter, wenn er außerhalb des Grüns (z. B. auf dem Vorgrün) genutzt wird.

### Texas Scramble
Eine Golfspielvariante.

### Tiger
Scherzhaft für einen fortgeschrittenen Spieler. Gegenteil von Rabbit.
Tiger & Rabbit
Turnierform, i. d. R. Stableford-Team mit erfahrenem Spieler und Anfänger.

### Tigerline
Ein Schlag auf kürzestem, aber dafür riskantem Weg zum Loch (zum Beispiel über ein Hindernis oder an der Ausgrenze entlang).

### Toe
(engl. für Zeh) Die Spitze des Schlägerblattes. Entgegengesetzt vom Heel.

### Top
Ein Schlag, der den Ball im oberen Bereich trifft, was zu einer niedrigen Flugbahn oder zu einem rollenden Ball führt.

### Topdressing
Ausbringen von Sand zur Pflege der Grüns.

### Tour Wedge
Schläger für Annäherungsschläge.

### TPC
Abkürzung für Tournament Players Club. Eine Vereinigung amerikanischer Golfplätze.

### Triple Bogey
Drei Schläge über Par.

### Triple Eagle
Vier Schläge unter Par. Andere Bezeichnung für Double Albatross.

### Trolley
Ein Handwagen für die Golftasche.

## U

### Up
Gegenteil von Down
- Die Anzahl der Löcher, die ein Spieler bei einem Lochspiel in Führung liegt.
- Die Löcher 10 bis 18 eines Platzes

### Up and down
Die Spielsituation mit 2 Schlägen einzulochen, wobei der erste Schlag (meist ein Pitch, Chip oder ein Bunkerschlag) noch außerhalb des Grüns erfolgt („Up“). Der zweite Schlag geht dann ins Loch („Down“).

### Utility
Synonym für Hybrid.

## V

### Vierball
Eine Golfspielvariante.

### Vierer
Eine Golfspielvariante.

### Vorcaddie
Ein Caddie, der die Position des Balles anzeigt.

### Vorgabe
Ein Wert, der die Spielstärke eines Spielers angibt. Siehe auch Handicap.

### Vorgrün
Die Fläche rund um das Grün.

## W

### Wadlbeißer
Scherzhaft für Putts der Länge 1 m bis 1,5 m, die trotz der geringen Distanz danebengehen.

### Wedge
Ein Schlägertyp mit mehr Loft als ein Eisen 9. Siehe auch Sand Wedge, Pitching Wedge, Gap Wedge und Lob Wedge.

### Wicken
Scherzhaft für einen Abschlag, der im Gebüsch landet. Benannt nach der Pflanze Wicke.

## X

### X-out Ball
Ein Golfball mit ausge-„x“-ter Markenbezeichnung, der die Qualitätsprüfung nur eingeschränkt bestanden hat und daher nicht für Wettkämpfe, sondern nur für private Spiele zugelassen ist.

## Y

### Yips
Bezeichnung für eine reflexartige und unbeabsichtigte Bewegung der Arme oder Hände beim Putten, die dazu führt, dass der Ball nicht so getroffen wird wie vom Spieler beabsichtigt.

### Yardage Book
Handbuch für einen Golfplatz, in welchem die einzelnen Spielbahnen (Löcher) grafisch dargestellt sind. Die Entfernungen zwischen den Abschlägen und dem Grün bzw. den einzelnen Hindernissen sind eingezeichnet und die Besonderheiten bzw. Herausforderungen erläutert.

## Z

### Zählspiel
(engl. Stroke Play oder Medal Play) Eine Golfspielvariante.